# Tar-Ciryatan
En el Universo Imaginario de Tolkien y en la novela El Silmarillion, Tar-Ciryatan fue el duodécimo Rey de Númenor. Nacido en el año 1634 de la Segunda Edad del Sol, es hijo del rey Tar-Minastir y sucedió a su padre en el año 1869 S. E.
Un gran constructor de barcos que se apropió de muchos de los tesoros de la Tierra Media y los llevó de vuelta a la isla de Númenor. Dejó el trono en el año 2029 para morir seis años más tarde en 2035 S. E.